# Lijst van tekenfilms in het publiek domein
Dit is een lijst van tekenfilms die zich in het publiek domein bevinden.
Veel korte tekenfilms uit de periode 1923-1963 zijn ook publiek domein, omdat ook hun auteursrecht lang niet altijd vernieuwd werd.

## Fleischer Studios
Veel van de tekenfilms van Max Fleischer zijn publiek domein geworden omdat zijn studio (Fleischer Studios) failliet ging, en het auteursrecht niet verlengd werd. Voorbeelden daarvan zijn:
Popeye:
- Blow Me Down (1933)[1]
- Little Swee' Pea (1936)[2]
- Popeye the Sailor meets Sinbad the Sailor (1936)[3]
- Popeye the Sailor Meets Ali Baba's Forty Thieves (1937)[4]
- It's The Natural Thing To Do (1939)[5]
- Acient Fistory (1952)[6]
- Big Bad Sinbad (1952)[7]
- Shuteye Popeye (1952)[8]
- Taxi-Turvy (1954)[9]
- Private Eye Popeye (1954)[10]
- Fright To The Finish (1954)[11]
- A Haul In One (1956)[12]
- I Don't Scare (1956)[13]
- Out To Punch (1956)[14]
- Parlez Vous Woo (1956)[15]
- Patriotic Popeye (1957)[16]

Superman
- Superman (1941)[17]
- Mechanical Monsters (1941)[18]
- Billion Dollar Limited (1942)[19]
- The Artic Giant (1942)[20]
- Japoteurs (1942)[21]
- Showdown (1942)[22]
- Electric Earthquake (1942)[23]
- Eleventh Hour (1942)[24]
- The Mummy Strikes (1943)[25]

Betty Boop
- Minnie the Moocher (1932)[26]
- Bamboo Isle (1932)[27]
- Chess Nuts (1932)[28]
- I'll Be Glad When You're Dead, You Rascal You (1932)[29]
- Snow White (1933)[30]
- Big Boss (1933)[31]
- Betty In Blunderland (1933)[32]
- Parade of the Wooden Soldiers (1933)[33]
- Old Man Of The Mountain (1933)[34]
- Morning, Noon And Night (1933)[35]
- Not Now (1935)[36]
- Be Human (1936)[37]
- The Little King (1936)[38]
- Musical Mountaineers (1941)[39]

Overige Fleisher tekenfilms
- Out of the Inkwell: The Tantalizing Fly (1919)[40]
- In My Merry Oldsmobile (1932)[41]
- The Cobwell Hotel (1936)[42]
- Somewhere In Dreamland (1936)[43]
- Play Safe (1936)[44]
- Peeping Penguins (1937)[45]
- Gulliver's Travels (1939) (Max Fleischers enige lange tekenfilm)[46]
- Gabby: All's Well (1941) (Gulliver's Travels spin-off)[47]
- Rudolph the Red-Nosed Reindeer (1944)[48]
- Now You're Talking (1927)[49]

## Warner Brothers
Bugs Bunny
- Fresh Hare (1942)[50]
- Falling Hare (1943)[51]

Tweety
- A Tale of Two Kitties (1942)[52]

Porky Pig
- Midnight Matinee (1941)[53]

Casper
- There's good boos tonight (1948)[54]

Woody Woodpecker
- Pantry Panic (1949)[55]

Mighty Mouse
- Wolf! Wolf![56]

The New Three Stooges
- The Noisy Silent Movie[57]
- Aloha Ha Ha[58]
- Dinopoodi[59]

Felix de Kat
- The Goose That Laid the Golden Egg (1936)[60]

Nursey Rhyme Review
- Little Miss Muffet[61]
- Hansel & Gretal (1951)[62]
- Old Mother Hubbard[63]
- Queen of Hearts[63]
- Humpty Dumpty[63]

Amos 'N' Andy
- The Lion Tamer[64]
- The Rasslin Match[64]

Little Lulu
- Bargain Counter Attack[65]

Flip the Frog (van Ub Iwerks)
- Fiddlesticks[66]

## Overige tekenfilms
- Jungle Jitters[67]
- A Day At The Zoo (1939)[68]
- The Early Worm Gets The Bird (1939)[69]
- The Talking Magpies (1946)[70]
- The Stupidstitious Cat (1946)[71]
- Naughty But Mice (1947)[72]
- Hector's Hectic Life (1948)[73]
- Snow Foolin' (1949)[74]
- Tarts and Flowers (1950)[75]
- Goofy Goofy Gander (1950)[76]
- Telecomics[77]
- The Big Bad Wolf[78]
- Steamboat Willie (1928)